# Bauschkraft
Die Bauschkraft (engl. Fill power), auch Loft genannt, ist ein charakteristisches Maß für Daunen und andere Polsterstoffe, das angibt, welches Volumen V eine bestimmte Masse m des Stoffes nach einiger Zeit der Kompression einnimmt:
{\displaystyle {\mathit {BK}}={\frac {V}{m}}}
Formal ist die Bauschkraft daher der Kehrwert der Dichte {\displaystyle \rho } nach zwischenzeitlicher Kompression: {\displaystyle {\mathit {BK}}={\frac {1}{\rho }}}.
Eine im Handel übliche Einheit ist das angloamerikanische Kubikzoll pro Unze (engl. cubic inches per ounze, kurz in³/oz oder cuin für cubic inches). Gemessen wird, indem eine Unze (≈ 28 g) der Daunenmischung im Messzylinder für 24 Stunden zusammengepresst wird. Anschließend wird das Volumen gemessen, auf das sich die Probe ausdehnt, und in inches³ angegeben (1 inch³ ≈ 16,4 cm³). 100 cuin entsprechen ca. 58,6 cm³/g.
Je höher der Bauschkraft-Wert, desto besser die Wärmedämmung im Verhältnis zum Packvolumen. Eine hochwertige Daune erreicht eine Bauschkraft von 700–800 cuin. Handelsüblich in guten Schlafsäcken oder Jacken sind 600–700 cuin. Daunen mit weniger als 500 cuin haben – bei massegleicher Füllung etwa einer Daunenjacke – geringeres Bausch-Volumen (Loft) und entsprechend geringere Isolationswirkung.